# Isoperla ilvana
Isoperla ilvana är en bäcksländeart som beskrevs av Giovanni Consiglio 1958. Isoperla ilvana ingår i släktet Isoperla och familjen rovbäcksländor. Inga underarter finns listade i Catalogue of Life.